# Octarrhena gemmifera
Octarrhena gemmifera är en orkidéart som beskrevs av Oakes Ames. Octarrhena gemmifera ingår i släktet Octarrhena och familjen orkidéer.
Artens utbredningsområde är Filippinerna. Inga underarter finns listade i Catalogue of Life.